# Água Porca
Água Porca és una localitat de São Tomé i Príncipe, una de les divisions de la ciutat de São Tomé. Es troba al districte d'Água Grande, al nord de l'illa de São Tomé. La seva població és de 3.165 (2008 est.). Rep el nom pel torrent proper que circula al costat d'una granja porcina.

## Evolució de la població
| 2001  | 2008  |
| 2.777 | 3.165 |